# Neophema pulchella
Neophema pulchella là một loài vẹt trong chi Neophema.
Đây là loài bản địa miền Đông Úc, từ phía đông nam Queensland, qua New South Wales và đến phía đông bắc bang Victoria. Nó được mô tả bởi George Shaw năm 1792. Đây là loài vẹt nhỏ dài khoảng 20 cm và nặng 40 g (1+1⁄2 oz), đây là loài có dị hình giới tính.